# 圣安德烈勒布舒
圣安德烈勒布舒（法語：Saint-André-le-Bouchoux，法語發音：[sɛ̃.t‿ɑ̃dʁe lə buʃu]）是法国安省的一个市镇，位于该省中西部，属于布雷斯地区布尔格区。

## 地理
圣安德烈勒布舒（46°7'2"N, 5°4'43"E）面积9.32 平方千米，位于法国奥弗涅-罗讷-阿尔卑斯大区安省，该省份为法国东部省份，北起汝拉省，西北接索恩-卢瓦尔省，西接罗讷省和里昂大都会，南至伊泽尔省，东与萨瓦省、上萨瓦省和瑞士接壤。
与圣安德烈勒布舒接壤的市镇（或旧市镇、城区）包括：孔代西亚、罗芒、维厄容河畔圣安德烈、勒农河畔圣乔治、勒农河畔圣日耳曼、圣保罗德瓦拉克斯。

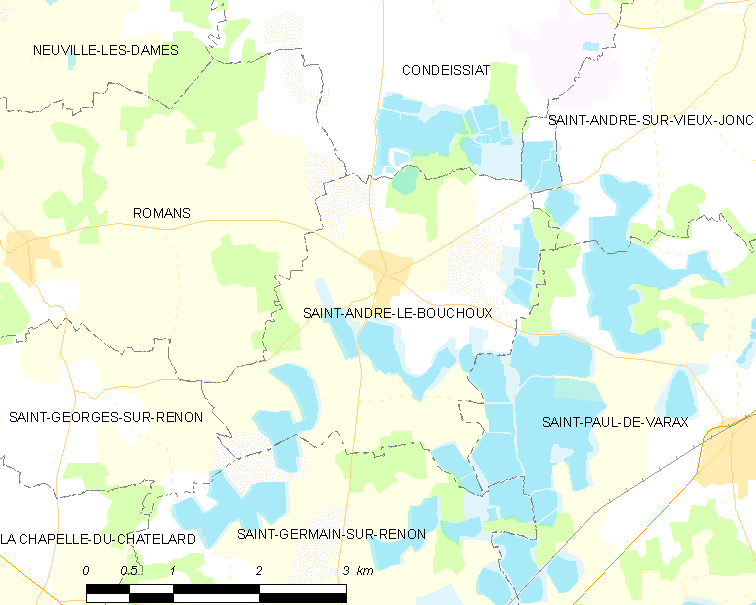
圣安德烈勒布舒的OSM定位图

圣安德烈勒布舒的时区为UTC+01:00、UTC+02:00（夏令时）。

## 行政
圣安德烈勒布舒的邮政编码为01240，INSEE市镇编码为01335。

## 政治
圣安德烈勒布舒所属的省级选区为沙拉罗讷河畔沙蒂永县。

## 人口

1962-2008年间圣安德烈勒布舒人口变化图示

圣安德烈勒布舒于2022年1月1日时的人口数量为427人。